# Cristianizzazione della Lituania

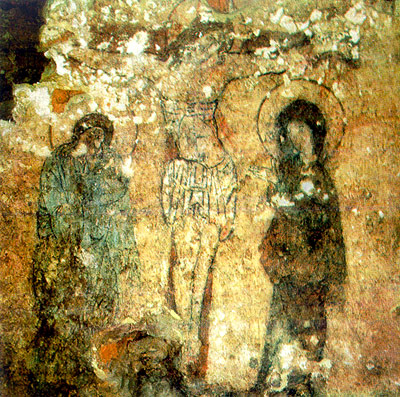
Affresco nella cattedrale di Vilnius che testimonia la cristianizzazione della Lituania

La cristianizzazione della Lituania (in lituano: Lietuvos krikštas) fu avviata nel 1387, quando il re di Polonia e Granduca di Lituania Jogaila si convertì al cattolicesimo, comportando la scomparsa dell'ultimo stato ufficialmente pagano in Europa. Tale processo venne perseguito anche da suo cugino, Vitoldo il Grande, e rappresentò il culmine del lungo tentativo di conversione del Paese baltico da parte delle potenze occidentali.

## Tappe della conversione

### Primi contatti con gli ortodossi

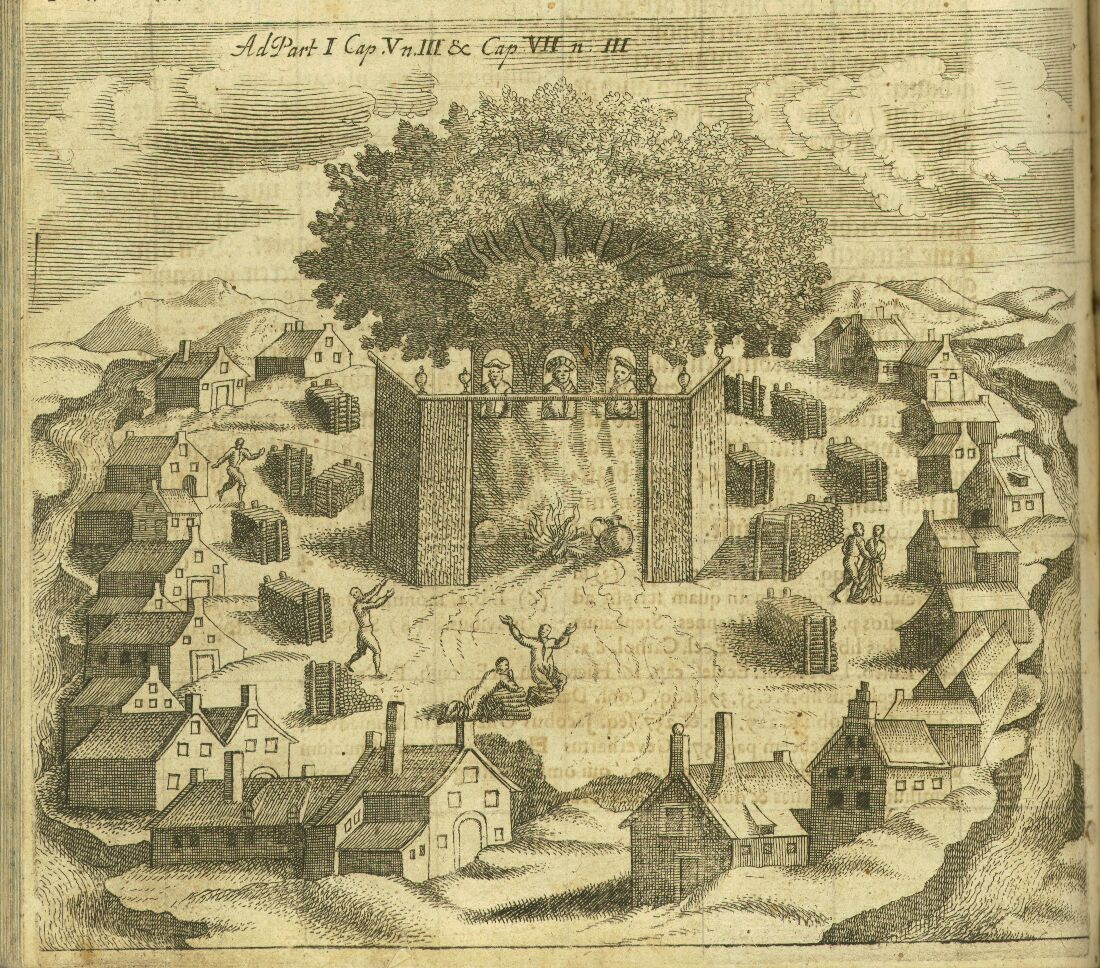
Santuario di Romuva in Prussia

I contatti lituani con la religione cristiana risultarono antecedenti all'istituzione del Ducato di Lituania nel XIII secolo. La prima attestazione nota del nome Lituania (Litua), individuata negli Annali di Quedlinburg nel 1009, si riferisce ai missionari calcedoniani guidati da Bruno di Querfurt, il quale battezzò diversi sovrani tra gli Jatvingi, una tribù baltica che viveva nei pressi dell'odierno confine tra la Lituania e la Polonia. Tuttavia, i lituani tessevano relazioni più strette con la Rus' di Kiev e con gli stati slavi orientali successori, legati alla fede ortodossa in seguito alla conversione avvenuta nel X secolo.
Man mano che i duchi di Lituania estesero il loro dominio verso est tra il XI-XII secolo, l'influenza delle realtà slave sulla loro cultura aumentò, come dimostra ad esempio il fatto che alcuni membri della corte regia o delle fasce umili della popolazione prendevano in prestito molte delle versioni slave orientali di nomi cristiani. Un simile connubio risultò abbastanza percepibile in Aukštaitija (Lituania nord-orientale), mentre invece fu decisamente più ridotto in Samogizia (Lituania nord-occidentale). L'influenza del cristianesimo ortodosso sulla mitologia lituana è evidente in svariati cognomi lituani odierni, derivanti da nomi di battesimo di origine slava. Inoltre, i termini lituani con cui si indicano "chiesa", "battesimo" e "digiuno" sono classificati come "prestiti dalla lingua russa piuttosto che da quella polacca".

### Battesimo di Mindaugas
La crescita esponenziale della Terra Mariana sotto il controllo dell'ordine di Livonia a nord dei confini lituani rese piuttosto urgente la questione della scelta di una religione di stato. Il primo sovrano a convertirsi al cristianesimo nella storia lituana fu Mindaugas, sebbene suo nipote e rivale Tautvila lo avesse fatto già prima, nel 1250. Le prime traduzioni delle preghiere cattoliche dal tedesco furono commissionate durante il suo regno e sono note da allora.

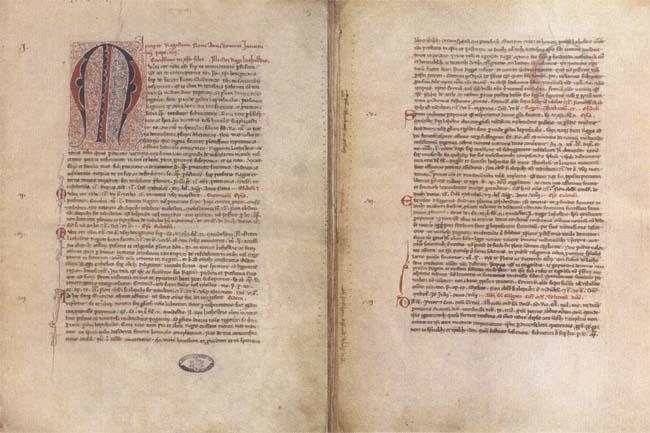
La bolla di Papa Innocenzo IV relativa al collocamento della Lituania sotto la giurisdizione del vescovo di Roma, il battesimo e l'incoronazione di Mindaugas

Nel 1249, l'alleato di Tautvila Danilo di Galizia attaccò Navahradak e, nel 1250, un altro sostenitore di Tautvila, l'ordine di Livonia, organizzò un'incursione contro le terre di Nalšia e i domini di Mindaugas in Lituania. Attaccato da sud e nord e affrontando la possibilità di disordini altrove, Mindaugas si trovava in una posizione estremamente difficile da gestire, ma riuscì a sfruttare i conflitti tra i cavalieri di Livonia e l'arcivescovo di Riga per i suoi interessi. Nel 1250 o 1251, Mindaugas accettò di ricevere il battesimo e di rinunciare al controllo su alcune terre della Lituania occidentale, per le quali avrebbe ricevuto in cambio una corona.
Mindaugas e la sua famiglia furono battezzati secondo il rito cattolico nel 1250 o 1251. Il 17 luglio 1251 il pontefice Innocenzo IV emise una bolla papale in cui proclamava la costituzione del Regno di Lituania e lo stato fu posto sotto la giurisdizione del vescovo di Roma. Mindaugas e sua moglie Morta furono però incoronati solo durante l'estate del 1253, anno in cui de iure prese vita il nuovo stato cristiano. Anche dopo essere diventato cattolico, il re Mindaugas non cessò di venerare i suoi vecchi dei. Quando Mindaugas ripudiò il cristianesimo ed espulse tutti i cristiani dalla Lituania nel 1261, il regno perse il suo status di stato cristiano. Nonostante il battesimo della famiglia regnante, la Lituania non era mai davvero diventata uno stato cristiano, poiché non erano stati eseguiti sforzi proficui finalizzati a convertire la sua popolazione; lituani e samogiti praticavano comunemente la loro religione ancestrale.

### Tra Chiesa cattolica e comunità ortodossa

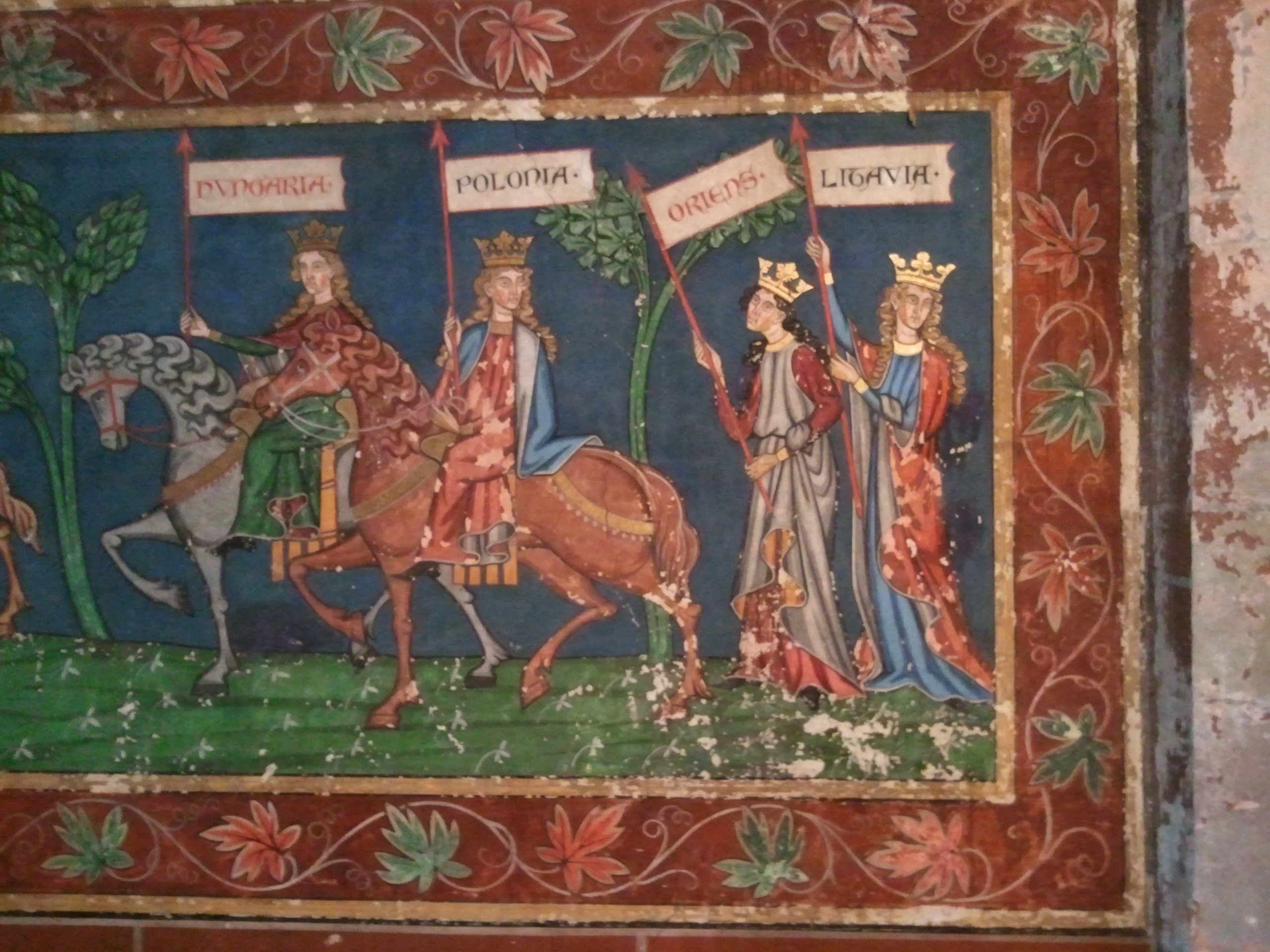
Affresco medievale della chiesa di Saint-Pierre-le-Jeune a Strasburgo raffigurante il cammino di 15 nazioni europee verso il cristianesimo. La Lituania è l'ultima della fila

I successori di Mindaugas non si mostrarono o disponibili alla conversione, eccezion fatta per suo figlio Vaišelga (al potere dal 1264 al 1267) e Švarnas (1267-1269), di fede ortodossa. Il primo, in particolare, fece voti monastici in un monastero ortodosso di Lavrashev, vicino a Novgorodok e in seguito vi fece costruire un convento. "Per Gediminas (si pensi alle sue lettere) e Algirdas, la conservazione del paganesimo ha fornito un utile strumento e arma diplomatica [...] che ha consentito loro di sfruttare le promesse di conversione come mezzo per preservare il proprio potere e la propria indipendenza". La posizione del granduca Algirdas è stata felicemente definita come volta a conservare un "equilibrio dinamico". Durante tutto il suo regno illuse sia Avignone che Costantinopoli delle sue intenzioni di cambiare fede: furono eseguiti diversi tentativi, tutti falliti, di negoziare la conversione direttamente in Lituania.
Per evitare ulteriori conflitti con l'ordine teutonico, nel 1349, il vice granduca lituano Kęstutis avviò i negoziati con Papa Clemente VI per la conversione e gli furono promesse corone reali per sé e per i suoi figli. Algirdas rimase volentieri in disparte con riferimento alle negoziazioni e si occupò di problematiche scoppiate con l'ordine nella parte rutena dello stato. A venir selezionato come intermediario fu il re polacco Casimiro III, il quale decise in maniera imprevedibile di attaccare la Volinia e Brėst nell'ottobre 1349, mandando in fumo il piano di temporeggiamento di Kęstutis. Durante le guerre di Galizia-Volinia, con la Polonia e la Lituania che erano entrambe intervenute e si contendevano il possesso della Volinia, re Luigi I d'Ungheria offrì un accordo di pace a Kęstutis il 15 agosto 1351, in virtù del quale il lituano avrebbe dovuto accettare il cristianesimo e fornire appoggio militare al Regno d'Ungheria, in cambio della corona reale. Kęstutis finse di accettare il patto eseguendo un rituale pagano al fine di convincere la controparte. In realtà, Kęstutis non aveva intenzione di onorare l'accordo e fuggì con i suoi seguaci da Buda, luogo in cui era previsto venisse convertito.
Nel XIV secolo, il Granducato si era impossessato pressoché dell'intera vecchia sezione occidentale della Rus' di Kiev. Sebbene a Vilnius il sovrano fosse pagano, la maggioranza della popolazione era di etnia slava e ortodossa. Per legittimare il dominio lituano in queste aree, si sceglieva spesso di combinare matrimoni con l'aristocrazia rjurikide ortodossa dell'Europa orientale. Di conseguenza, alcuni sovrani lituani furono battezzati come ortodossi da bambini (è il caso di Švitrigaila) o adulti.

### Cristianizzazione di Jogaila e Vitoldo
Un ultimo tentativo di cristianizzare la Lituania, stavolta fruttuoso, fu compiuto da Jogaila. Uliana di Tver', madre di origini russe di Jogaila lo esortò a sposare Sofia, figlia del principe Demetrio del Don, che gli aveva richiesto in passato di convertirsi al credo ortodosso e rendere la Lituania un feudo del Granducato di Mosca. Tale opzione, tuttavia, fu considerata come non valida per arrestare le incursioni dell'ordine teutonico. Jogaila preferì quindi accettare una proposta polacca di diventare cattolico e sposare la regina Edvige di Polonia. In base a questa e ad altre condizioni, il 14 agosto 1385, nel castello di Krėva, Jogaila accettò di adottare il cristianesimo, firmando l'Unione di Krewo.
Jogaila o Ladislao II Jagellone fu poi battezzato nella cattedrale del Wawel a Cracovia il 15 febbraio 1386 e divenne re di Polonia. Al sacramento seguì la conversione della maggior parte della corte e dei cavalieri di Jogaila, così come i fratelli di Jogaila, Karigaila, Vygantas, Švitrigaila e il cugino Vitoldo. Jogaila inviò Dobrogost, vescovo di Poznań, in qualità di ambasciatore da Urbano VI con una richiesta di costruzione di una sede episcopale a Vilnius che sarebbe toccata a Andrzej Jastrzębiec.

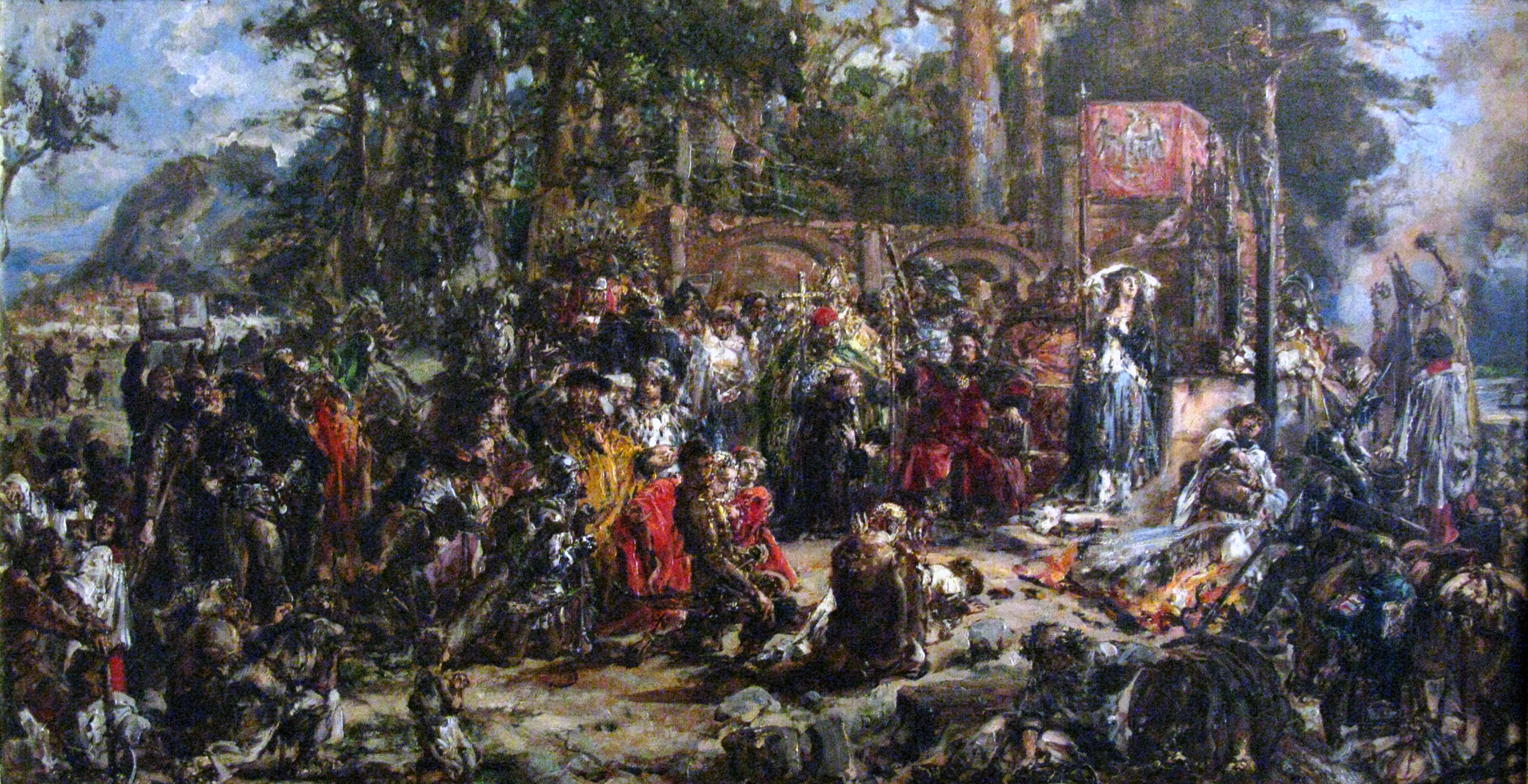
Il battesimo della Lituania del 1387, olio su tela di Jan Matejko, 1888, Castello Reale di Varsavia

Jogaila ritornò in Lituania nel febbraio del 1387. Il battesimo dei nobili e dei loro contadini fu inizialmente celebrato nella capitale Vilnius e nei suoi dintorni. La nobiltà e alcuni contadini di Aukštaitija furono battezzati in primavera, seguiti dal resto della nobiltà lituana. Si suddivisero a seguito della loro costituzione diverse parrocchie in Lithuania Propria e la nuova cattedrale di Vilnius fu costruita nel 1387 al posto di un vecchio tempio pagano demolito. Secondo le informazioni fornite da Jan Długosz sulla cui veridicità si discute, le prime chiese parrocchiali furono erette nelle città di Vilkmergė, Maišiagala, Lida, Nemenčinė, Medininkai, Krėva, Haina e Abolcy, tutte appartenenti ai possedimenti di Jogaila. Il 19 aprile 1389, Urbano VI riconobbe lo stato della Lituania come potenza cattolica.
La conversione della Samogizia fu la più problematica e i primi decisivi passi avvennero alla fine nel 1413, in seguito alla sconfitta giunta qualche anno prima dell'ordine teutonico nella battaglia di Grunwald e al trattato di Toruń, con cui la regione ritornò in mano ai lituani. Nel novembre del 1413, Vitoldo in persona navigò sul fiume Nemunas e sul Dubysa al fine di recarsi nei dintorni di Betygala, dove supervisionò per una settimana il battesimo dei primi gruppi di samogiti. Nel 1416 fu avviata la costruzione delle prime otto chiese parrocchiali. La diocesi di Samogizia nacque ufficialmente il 23 ottobre 1417 e Mattia di Trakai divenne il primo vescovo nella Lituania nord-occidentale.

## Conseguenze
Ad essersi convertiti nei primi tempi furono soprattutto i nobili di etnia lituana, mentre il paganesimo rimase ampiamente praticato tra le fasce più umili. Le tradizioni baltiche avevano radici profonde tra la gente comune della Lituania e continuarono ad essere praticate di nascosto. Non furono istituiti tribunali inquisitori nei confronti di sacerdoti e seguaci della vecchia fede. Tuttavia, nel XVII secolo, in seguito alla Controriforma (1545-1648), la questione religiosa tornò ad assumere rilievo e la lotta alla diffusione del protestantesimo divenne serrata.
La conversione e le sue implicazioni politiche ebbero ripercussioni durature nella storia della Lituania. Dato che la maggioranza della popolazione del Granducato al di fuori della Lituania odierna era ortodossa e l'élite si era gradualmente convertita al cattolicesimo, le tensioni religiose si acuirono. Alcuni dei Gediminidi ortodossi lasciarono la Lituania alla volta della Moscovia, dove diedero vita a casate come quella dei Golicyn e dei Trubeckoj. La popolazione ortodossa dell'odierna Ucraina e della Bielorussia orientale ha spesso intrattenuto relazioni con i sovrani della Moscovia, che si auto-fregiarono del titolo di custodi del mondo ortodosso. Questo legame divenne tangibile anche sul campo di battaglia nel caso di Vedrosha, da cui il Granducato uscì sconfitto; da allora la sua supremazia in Europa orientale divenne via via più sfumata.
D'altro canto però, la conversione al cattolicesimo ha facilitato l'integrazione della Lituania nella sfera culturale dell'Europa occidentale e ha aperto la strada all'alleanza politica tra Lituania e Polonia, formalizzata nell'Unione di Lublino nel 1569.

### Esplicative
1. ↑  Ad esempio, il verso iniziale della formula trinitaria in lituano, così come in lettone e prussiano, è vardano Dievo Tėvo, cioè "nel nome di Dio Padre", in contrasto con la versione comune "nel nome del Padre". Ciò deriva dall'influenza dell'arianesimo tedesco, che utilizzava l'espressione Got Vater, sulla prima liturgia lituana: Butkus.
2. ↑  Uccise un toro lanciandogli un coltello.
3. ↑  Particolarmente capillare fu nella seconda metà del XVI secolo la diffusione del calvinismo, come precedentemente era avvenuto in Livonia, promosso da casate polacche e lituane. Nel 1580, la maggioranza dei membri del parlamento locale era di fede calvinista o sociniana: per approfondire, vedi Granducato di Lituania.

### Bibliografiche
1. ↑  (EN) V. Stanley Vardys, Lithuania: The Rebel Nation, Routledge, 2018,  p. 12, ISBN 978-04-29-96771-9.
2. ↑  Kiaupa, p. 93.
3. ↑  Suziedelis, p. 241.
4. ↑  Frost, p. 20.
5. ↑  Davies, p. 28.
6. ↑  (EN) Juozas Kudirka, The Lithuanians: An Ethnic Portrait, Lithuanian Folk Culture Centre, 1991,  p. 18.
7. ↑  Rowell, p. 139.
8. 1 2  Murray, p. 251.
9. 1 2  Janonienė et al., p. 45.
10. ↑  Janonienė et al., p. 48.
11. ↑  Carpini, p. 183.
12. ↑  Christiansen, p. 240.
13. ↑  Basilevsky, p. 176.
14. ↑  Kiaupa, p. 45.
15. ↑  (EN) Andrew Wilson, Belarus: The Last European Dictatorship, Yale University Press, 2011,  pp. 25-26, ISBN 978-03-00-13435-3.
16. ↑  Rowell, p. 149.
17. ↑  (EN) James Muldoon, Varieties of Religious Conversion in the Middle Ages, University Press of Florida, 1997,  p. 140, ISBN 978-08-13-01509-5.
18. ↑  Rowell, p. 185.
19. ↑  Davies, p. 430.
20. 1 2  Frost, p. 125.
21. ↑  (EN) Andrew Rawson, A Clash of Thrones: The Power-crazed Medieval Kings, Popes and Emperors of Europe, The History Press, 2015,  p. 139, ISBN 978-07-50-96678-8.
22. ↑  Kiaupa, p. 120.
23. ↑  Basilevsky, p. 178.
24. ↑  Rowell, p. 269.
25. ↑  Rowell, p. 144.
26. ↑  Kiaupa, p. 54.
27. ↑  (EN) Constantine Rudyard Jurgėla, History of the Lithuanian Nation, Lithuanian Cultural Institute, Historical Research Sect., 1948,  p. 94.
28. ↑  Stone, p. 3.
29. ↑  (EN) Paul Robert Magocsi, A History of Ukraine: The Land and Its Peoples, 2ª ed., University of Toronto Press, 2010,  p. 133, ISBN 978-14-42-69879-6.
30. ↑  Davies, p. 48.
31. 1 2 3  (EN) V. Stanley Vardys, Lithuania: The Rebel Nation, Routledge, 2018,  p. 12, ISBN 978-04-29-96771-9.
32. ↑  Davies, p. 251.
33. ↑  (EN) Jerzy Kloczowski, A History of Polish Christianity, Cambridge University Press, 2000,  pp. 54-57, ISBN 978-05-21-36429-4.
34. 1 2  (EN) J. Gordon Melton, Faiths Across Time: 5,000 Years of Religious History, ABC-CLIO, 2014,  p. 940, ISBN 978-16-10-69026-3.
35. ↑  Carpini, p. 184.
36. ↑  Janonienė et al., p. 76.
37. ↑  Carpini, p. 54.
38. ↑  (EN) Jerzy Braun, Poland in Christian Civilization, Veritas Foundation Publication Centre, 1985,  p. 196.
39. ↑  (EN) William Urban, The Last Years of the Teutonic Knights: Lithuania, Poland and the Teutonic Order, Greenhill Books, 2018,  p. 258, ISBN 978-17-84-38358-9.
40. ↑  (EN) Michael Strmiska, Modern Paganism in World Cultures: Comparative Perspectives, ABC-CLIO, 2005,  p. 244, ISBN 978-18-51-09608-4.
41. ↑  Frost, p. 25.
42. ↑  (EN) Robert Von Bergen, The Story of Russia, 1st World Publishing, 2007,  p. 87, ISBN 978-14-21-84565-4.